# 瓦房店駅
瓦房店駅（がぼうてんえき）は中華人民共和国遼寧省大連市瓦房店市に位置する駅。1903年開業、瀋陽鉄路局の管轄する2等駅。瀋大線の駅で、瀋陽駅より292km、大連駅より105kmに位置する。当駅には一日約60本、各種の旅客列車が停車する。

## 利用可能な鉄道路線
- 中華人民共和国鉄道部（中国国鉄）
  - 瀋大線

## 歴史
- 1903年：開業。
- 1970年代：駅舎が増築され、今日の規模になる。

## 隣の駅
中国国鉄
瀋大線
王家駅 - 瓦房店駅 - 田家駅